# Sarah Ratner
Sarah Ratner (Nueva York, 9 de junio de 1903 - 28 de julio de 1999) fue una bioquímica estadounidense. Sus contribuciones al estudio del metabolismo del nitrógeno ayudaron a comprender los trastornos humanos en la síntesis de urea en seres humanos. Entre otros galardones, se le concedió la Medalla Garvan-Olin de la Sociedad Química Estadounidense en 1961, y fue elegida miembro de la Academia Nacional de Ciencias en 1974. 

## Primeros años de vida
Sus padres emigraron de un pueblo ruso humilde a Nueva York, antes de 1900, para evitar la persecución judía a la que se podían exponer. Su madre, amable y modesta, estaba muy ocupada atendiendo a las necesidades familiares. En casi todos los asuntos ella les brindó su apoyo incondicional, y Sarah siempre estuvo muy apegada a ella. Su padre era una persona de muchos intereses, opiniones independientes y convicciones fuertes, y que le influyó. Expresó su cariño enseñándole a leer antes. Cuando Sarah comenzó la escuela formal, de vez en cuando, ya cuando eran algo más mayores, les dio preguntas de aritmética, escogidas de un libro ruso de problemas, para que trabajaran la resolución mediante el razonamiento.
Sarah tenía tres hermanos mayores. Ella nació junto a su hermano gemelo, para hacer un total de cinco. Ella fue la única que eligió una educación académica.

## Carrera
Ratner recibió una beca para la Universidad de Cornell en 1920 para estudiar química.Como era la única mujer en la mayoría de sus clases y debido a su naturaleza tímida, le resultaba difícil compartir sus experiencias e ideas con sus compañeros. 
Al graduarse en 1924, ni la escuela de medicina ni la industrial parecían posibles destinos para Sarah. Adquirió experiencia en el laboratorio en la ciudad de Nueva York en dos puestos que requerían de química analítica. Uno era el Departamento de Pediatría del Long Island College Hospital. En 1932, colaborando con C.A. Weymuller, informó sobre el metabolismo ácido-base de un niño de nueve años con dietas con diferentes proporciones de “sustancias cetogénicas y anticetogénicas”. Se utilizaron diecisiete métodos analíticos diferentes para determinar una amplia variedad de parámetros en el suero sanguíneo y heces, una cantidad de trabajo rutinario que podrían lograr estremecerse a cualquiera. En el trabajo con R. Kurzrok (Departamentos de Bioquímica y de Obstétrica y Ginecología, Sloane Hospital for Women) encontró que, en casos de amenorrea acompañada de genitales con hipoplasia, la excreción de hormona folicular en la orina fue ligeramente mayor de lo normal. En este trabajo fue utilizado un sistema de ensayo biológico que pasó a llamarse "Kurzrok y Ratner".
Como estudiante de posgrado, Ratner se fue encaminando hacia la bioquímica, que a principios de la década de 1930 era una rama que se preocupaba principalmente por  la química orgánica y la fisiología. Fue aceptada como estudiante de doctorado por Hans Thacher Clarke en el Departamento de Bioquímica del Colegio de Médicos y Cirujanos de la Universidad de Columbia . El requisito de admisión al departamento en ese momento era simplemente "sobrevivir a una entrevista con HT [Clarke], al final de la cual el estudiante potencial era informado inmediatamente del resultado". 
A finales de 1936, Sarah buscó un puesto de investigación postdoctoral. Pero nuevamente encontró problemas, aparentemente como resultado de resultado de su sexo. Ella señalaba que otros estudiantes que terminaron en ese momento eran hombres y acabaron bien colocado. Al final aceptó un puesto de investigación a distancia de la ciudad de Nueva York, de mala gana, en vista de la mala salud de su padre. Cuando el murió, regresó a Nueva York para asumir la responsabilidad del cuidado de su madre. Después de recibir su doctorado, Ratner tuvo dificultades para conseguir un puesto de investigación debido a su género.  Finalmente, Rudolf Schoenheimer, del Colegio de Médicos y Cirujanos, la contrató para investigar los procesos metabólicos de los compuestos nitrogenados.  De 1937 a 1939, Ratner trabajó con una beca de investigación de la Fundación Josiah Macy, Jr., y de 1939 a 1946 obtuvo los títulos académicos de instructora y profesora asistente en la Universidad de Columbia.
A partir de 1942 trabajó con David. E. Green sobre aminoácidos e hidroxioxidasas y en una forma peptídica de ácido p-aminobenzoico. Se demostró que una L-aminoácido oxidasa purificada proveniente del riñón de la rata tenía una amplia especificidad y era un flavoproteína. También presente en el hígado, esta enzima no tenía un papel importante en la desaminación de aminoácidos. Mientras que en general el resultado fue decepcionante, esta investigación fue importante para estimular su interés por la enzimología. Ella se entusiasmó por explorar nuevas facetas del metabolismo del nitrógeno. Sarah fue contratada por S. Ochoa como profesora asistente en farmacología de la Escuela de Medicina de la Universidad de Nueva York, en 1946. Tenía 43 años y finalmente pudo emprender el camino por su cuenta. Un año después publicó un breve pero muy importante documento sobre el mecanismo de la Formación de arginina a partir de citrulina. Marcó el comienzo de su estudio exhaustivo sobre la biosíntesis de urea que la ocupó durante las siguientes cuatro décadas. 
A mediados de la década de 1950, Sarah Ratner se convirtió en miembro del personal del Departamento de Bioquímica del Instituto de Investigación en Salud Pública de Nueva York. El trabajo de Sarah sobre técnicas de trazadores de isótopos contribuyó al extenso florecimiento de la bioquímica entre 1950 y 1970. Se jubiló en 1992 a la edad de 89 años.

## Honores
- Medalla Carl Neuberg, Sociedad Estadounidense de Químicos y Farmacéuticos Europeos (1959)
- Medalla Garvan-Olin, Sociedad Química Estadounidense (1961)
- Miembro de la Academia Nacional de Ciencias (1974)
- Miembro de la Academia Estadounidense de Artes y Ciencias (1974)
- Premio Freedman de Bioquímica, Academia de Ciencias de Nueva York (1975)

## Trabajos seleccionados
- "Biosíntesis de urea. I. Mecanismo enzimático de síntesis de arginina a partir de citrulina" (Ratner, S. y Pappas, A. (1949) J. Biol. Química. 179, 1183–1198)⇓
- "Biosíntesis de urea. VI. Escisión enzimática del ácido argininosuccínico en arginina y ácido fumárico" (Ratner, S., Anslow, WP, Jr. y Petrack, B. (1953) J. Biol. Química. 204, 115-125)

## Otras lecturas
- Shearer, Benjamin F.; Shearer, Barbara Smith (1997). Notable women in the physical sciences : a biographical dictionary. Greenwood Press. ISBN 9780313293030.

- Datos: Q7422726